# 市村羽左衛門 (9代目)

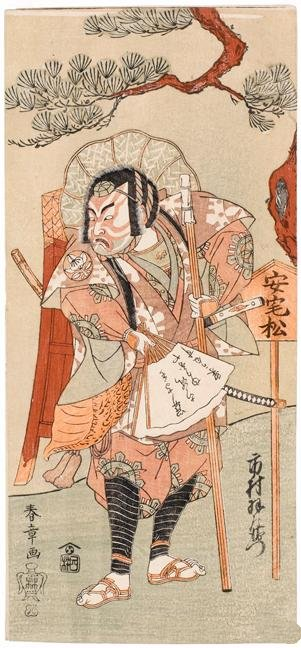
九代目市村羽左衛門の武蔵坊弁慶。勝川春章画。

九代目 市村羽左衛門（くだいめ いちむら うざえもん、享保9年〈1724年〉 - 天明5年8月25日〈1785年9月28日〉）とは、享保の初期から天明初期にかけて活躍した歌舞伎役者。 屋号菊屋、俳名は家橘。

## 来歴
八代目市村羽左衛門の長男で、弟は三代目坂東彦三郎。享保16年（1731年）7月、市村満蔵を名乗り市村座で初舞台、延享2年（1745年）に市村亀蔵と改名。宝暦11年（1761年）3月、伊勢参りの名目で上方へ行き、伊勢参宮ののち大坂に行き、中山文七座に同座して五変化の所作事などを見せ、のちに京にも行きやはり五変化の所作を上演して名をあげる。同年11月江戸に戻った。
宝暦12年（1762年）、父八代目羽左衛門の死去により市村座の座元を相続すると同時に市村羽左衛門を襲名。しかしその後火事や先代からの借金に苦しめられ、天明4年（1784年）にはついに市村座は倒産閉場し、控櫓の桐座に興行権を譲るに至った。その翌年、中村座の座元中村勘三郎の勧めにより羽左衛門は中村座に出演し、一世一代として変化舞踊を演じたが、そのなかで猿まわしの猿に扮し『娘道成寺』の所作事を演じた。同年8月に没す。
若いころは魚のような顔つきだと評され荒事ばかりを演じていたが、のちに和事や実事、また女の役も演じるようになり、八代目に劣らず幅広い芸風を誇った。特に所作事においては名人との評判を得ている。子に十代目市村羽左衛門がいる。